# Kamal Haasan

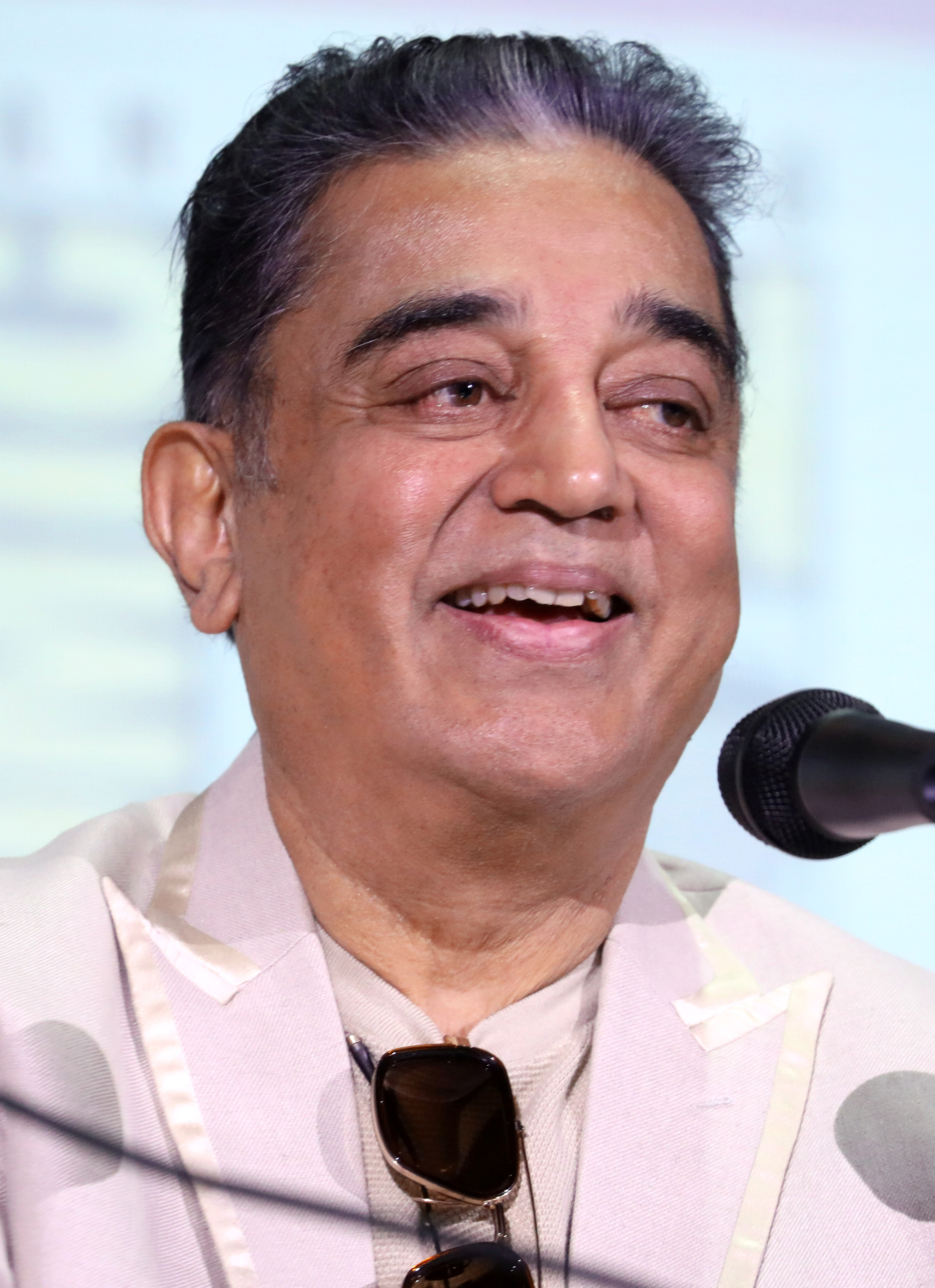
Kamal Haasan, 2023

Kamal Haasan (Tamilisch: கமல்ஹாசன், Kamalhācaṉ, Kamalhasan; auch கமலஹாசன், Kamalahācaṉ, Kamalahasan; * 7. November 1954 in Paramakudi, Tamil Nadu) ist ein indischer Schauspieler. Haasan ist Tamile und arbeitet auch als Politiker, Regisseur, Drehbuchautor, Produzent, Sänger, Moderator, Tänzer und Dichter. Er arbeitet hauptsächlich in tamilischen und Malayalam-Filmen, spielte aber auch mehrfach in Telugu- und Hindi-Filmen, mehrheitlich aber in tamilischen Filmen.

## Biografie
Kamal Haasan wurde als vierter Sohn seiner Eltern geboren. Sein Bruder Charu Haasan wurde ebenfalls Schauspieler. Trotz der brahmanischen Erziehung ist er Atheist und Anhänger von Periyar.
Mit sechs Jahren begann er seine Schauspielkarriere in dem Film Kalathur Kannamma. Nach einigen Filmen als Kinderschauspieler, arbeitete er als Tanzassistent und später Tanzregisseur. 1973 entdeckte ihn K. Balachander für seinen Film Arangetram. In den 1970er Jahren trat er neben Rajinikanth in mehreren wichtigen Filmen dieses Regisseurs auf: Apoorva Ragangal (1975), Manmatha Leelai (1976), Avargal (1977) und dessen Telugu-Film Maro Charithra (1978). Das Hindi-Remake dieses Films Ek Duuje Ke Liye war 1981 Kamal Haasans Hindi-Film-Debüt. Bis Mitte der 1980er Jahre versuchte er, sich in der Bombayer Filmindustrie zu etablieren, doch nach dem mäßigen Erfolg von Ramesh Sippys Sagar (1985), konnte er nicht mehr damit rechnen, Bollywood-Star zu werden.
Für seinen ersten selbst produzierten, tamilischen Film Raja Parvai (1981) gelang es Kamal Haasan, den 73-jährigen L. V. Prasad – eine Schauspiel-, Regie- und Produzentenlegende des Telugu- und Tamil-Films – nach fast 30-jähriger Leinwandabstinenz zu einem letzten Auftritt als Darsteller zu überreden. In Sagara Sangamam (1983) von K. Vishwanath überraschte er mit zuvor ungesehenen tänzerischen Fähigkeiten. In den 1980er Jahren spielte Kamal Haasan auch in mehreren Malayalam-Filmen von I. V. Sasi. Zu seinen erfolgreichen Filmen dieses Jahrzehnts gehören auch Mani Ratnams Nayakan (1987); die an Mel Brooks’ Silent Movie angelehnte, wortlose Komödie Pushpak (1987) und Apoorva Sahodarargal (1989), den er selbst schrieb, unter seiner Firma Rajkamal Films produzierte und in dem er drei Rollen spielte.
Zu Kamal Haasans wichtigen Filmen der 1990er Jahre gehören Guna (1991), Mahanadhi (1993), Nammavar (1994) und Kurudhippunal (1995) – das tamilische Remake von Govind Nihalanis Hindi-Film Drohkaal. Im Drama Thevar Magan (1992) ist Kamal Haasans Spiel ganz auf den in der Rolle des Patriarchen auftretenden Sivaji Ganesan ausgerichtet.
Mit Chachi 420 (1998) begann Kamal Haasan auch selbst Regie zu führen. Sein Hey Ram (2000), ein Film über die Ermordung Mahatma Gandhis, wurde als Indiens Beitrag für den Oscar eingereicht, konnte sich jedoch nicht durchsetzen. 2004 drehte er Virumandi.
Nach dem psychologischen Thriller Vettaiyadu Villaiyadu (2006) kam Dasavatharam im Juni 2008 in die Kinos. Darin spielt er zehn verschiedene Rollen, u. a. den amerikanischen Präsidenten George W. Bush.
Kamal Haasan war von 1978 bis 1985 mit Vani Ganapathy verheiratet. Später heiratete er Sarika, von der er sich inzwischen getrennt hat. Er hat mit Sarika zwei Töchter. Die ältere Tochter Shruti Haasan hat ebenfalls eine Schauspielkarriere eingeschlagen.
Seit 2017 moderiert Kamal Haasan die Reality-Show Bigg Boss, welche auf dem tamilischen Fernsehkanal Star Vijay ausgestrahlt wird.

## Auszeichnungen
Für Moondram Pirai (1982), Nayakan (1987) und Indian (1996) erhielt er je einen National Film Award als bester Hauptdarsteller.